# (30441) Curly
(30441) Curly est un astéroïde de la ceinture principale.

## Description
(30441) Curly est un astéroïde de la ceinture principale. Il fut découvert le 24 juin 2000 à Reedy Creek par John Broughton. Il présente une orbite caractérisée par un demi-grand axe de 3,13 UA, une excentricité de 0,16 et une inclinaison de 6,5° par rapport à l'écliptique.

## Compléments